# Dianne Holum
Dianne Mary Holum, född 19 maj 1951 i Chicago, är en amerikansk före detta skridskoåkare.
Holum blev olympisk guldmedaljör på 1 500 meter vid vinterspelen 1972 i Sapporo.